# Zofia Banet-Fornalowa
Zofia Banet-Fornalowa (15 mai 1929 - 19 septembre 2012) est une historienne et espérantiste polonaise.

## Biographie
Zofia Banet-Fornalowa nait le 15 mai 1929 à Varsovie. Elle apprend l’espéranto en 1963 et commence à enseigner la langue dès la fin de son apprentissage.
Elle meurt le 19 septembre 2012 à Varsovie.

## Distinctions
- Officier de l'ordre Polonia Restituta